# Otto Czekelius
Otto Czekelius  (* 21. August 1895 in Hermannstadt; † 21. März 1974 ebenda) war ein rumänischer Architekt und Bauingenieur aus der deutschsprachigen Minderheit der Siebenbürger Sachsen.

## Leben
Czekelius wurde geboren als Sohn des Arztes Hermann Karl Daniel Czekelius, Stadtphysikus und Direktor des Bürgerspitals in Hermannstadt, und der Wilhelmine geb. Rosenthal. Sein Großvater, der Diplom-Ingenieur Daniel Johann Czekelius, war Leiter der Siebenbürgischen Landesbaudirektion.

### Jugend und Studium
Nach dem Abitur wurde er zum Militärdienst eingezogen und kämpfte vier Jahre als Oberleutnant im Ersten Weltkrieg. In dieser Zeit fertigte er über 200 feinsinnige Zeichnungen von verschiedenen Landschaften, Siedlungen, Baudenkmälern an, darunter in Dalmatien, Galizien, der Karpatenukraine und in Oberungarn. 1918 kehrte er nach Hermannstadt zurück.
Im selben Jahr begann Otto Czekelius in München und Berlin-Charlottenburg das Studium der Architektur und des Städtebaus. Schon während des Studiums nahm er verschiedene Anstellungen in Architekturbüros an, wie bei Professor Alfred Breslauer – Schüler, Mitarbeiter und Nachfolger von Alfred Messel, der in der neueren Baugeschichte Berlins als Revolutionär in der Architektur eine große Rolle spielte.

### Tätigkeit
Im Oktober 1922 erhielt er ein Angebot, im Auftrag Breslauers in Madrid als Architekt zu wirken und hier das Gebäude der Deutschen Botschaft zu errichten. Anschließend studierte er Strukturen und Grundrisse der alten Städte Toledo, Aranjuez, Avila, Segovia, El Escorial, La Granja (Cáceres) und Sevilla.
Czekelius beteiligte sich an zahlreichen internationalen Wettbewerben für städtebauliche Modernisierung, wie am Wettbewerb zur Stadterweiterung Madrids, wo er den II. Preis erhielt; der I. Preis ging an Hermann Jansen, seinen ehemaligen Lehrer für Städtebau in Berlin. Außerdem entwarf er in dieser Zeit zahlreiche Systematisierungspläne für Sevilla, Zagreb und andere europäische Städte und sammelte auf diese Weise reiche fachliche Erfahrung.
Von 1925 bis 1936 war Czekelius Stadtarchitekt von Madrid. 1929 entwarf er zusammen mit Francisco García Mercadal im Auftrag der spanischen Regierung und des Instituto Geográfico Nacional die Systematisierungspläne der Hauptstadt («Plano de Madrid 1:2.000»).
Gleichzeitig betätigte sich Czekelius als Vertreter eines Filmstudios, war Autor von Zeichentrickfilmen und Filmproduzent.
Als 1936 der Spanische Bürgerkrieg ausbrach, kämpfte Czekelius in der Republikanischen Armee gegen Francisco Franco Seite an Seite mit den Internationalen Freiwilligenkorps. Nachdem General Francisco Franco 1939 gesiegt hatte, wurde Czekelius ein Jahr lang als Kriegsgefangener interniert.
Anschließend arbeitete er als Ingenieur bei einer großen Baggergesellschaft.
Im Jahr 1943 kehrte Czekelius nach Hermannstadt zurück. Weil es jedoch damals dort für ihn keine Arbeit gab, wandte er sich der Erforschung der einheimischen Kunstgeschichte zu. Im Brukenthal-Museum begann er mit dem Aufbau des siebenbürgisch-deutschen Künstlerlexikons, wobei sowohl die Bildende Kunst als auch die Architektur berücksichtigt wurden. Diese sollte dann später mit dem Schriftstellerlexikon und dem geplanten Musikerlexikon der Siebenbürger Deutschen eine Trilogie ergeben, die das kulturelle Erbe der 800-jährigen Geschichte der Siebenbürger Deutschen erfasst. Bis 1949 war die Zahl der Dokumentarmappen auf 750 Namen angewachsen und wurde dann von Czekelius dem Bautechniker und Kunstfreund Rolf Schuller übergeben, der die Arbeit am Siebenbürgisch-deutschen Künstlerarchiv weiterführte.
Im Jahr 1950 wurde Otto Czekelius zum Stadtbaurat und Chefarchitekten der Entwurfs- und Restaurierungsabteilung ernannt und nahm, gestützt auf sein Fachwissen und auf historische Unterlagen, nach eigener Aussage den „Kampf mit der Ignoranz“ auf. Unterstützt wurde er von seinem Freund, dem Architekten Joseph Bedeus von Scharberg; gemeinsam führten sie die erste Systematisierungsskizze von Hermannstadt aus, die dem Abreißen wertvoller Bausubstanz aus dem Mittelalter und dem willkürlichen, planlosen Neuaufbauen, begonnen Mitte des 19. Jahrhunderts und fortgesetzt durch die kommunistischen Behörden, ein Ende setzte.
Czekelius ist auch der Erhalt der 1898 bis 1899 errichteten Synagoge in Hermannstadt zu verdanken, obwohl die Zahl der Juden auch in dieser Stadt infolge des Faschismus und danach während der Diktatur unter Nicolae Ceaușescu beträchtlich gesunken war.
Aus dem umfassenden dokumentarischen Material im städtischen Bauarchiv erarbeitete Czekelius nach jahrelanger Sichtung den Katalog der Hermannstädter Baudenkmäler (200 Dokumentarmappen mit je 14 Karten), den er 1973 beendete.
Sein dreibändiges Lebenswerk  die Erforschung und wissenschaftliche Erfassung sämtlicher Pläne, Skizzen, bildlicher Darstellungen (Veduten u. a.), an dem Czekelius fast 40 Jahre arbeitete, konnte er nicht mehr abschließen. Der geplante erste Band dieser Trilogie, für den Czekelius den Titel Die historisch gewachsene Stadt. Stadtpläne und Veduten von Hermannstadt aus vier Jahrhunderten, 1550–1950 vorgesehen hatte, wurde von seinem Fachkollegen Architekt Hermann Fabini 2007 herausgegeben.
Czekelius ist es zu verdanken, dass Hermannstadt seine Bau- und Kunstdenkmäler bis heute bewahrt hat. „Was ich verhütet habe, in diesen zwanzig Jahren – nicht was ich restauriert habe, das ist das Positive an meiner Arbeit.“ (Czekelius/Robert Kisch, 1974).
Ihm zu Ehren wurde ein Vorlesungssaal in der Hermannstädter Universitatea româno-germană „Sala Otto Czekelius“ benannt.

## Werke
- Otto Czekelius, Hermann Fabini: Das alte Hermannstadt. Veduten und Stadtpläne aus vier Jahrhunderten. Monumenta-Verlag, Hermannstadt 2007
- Otto Czekelius: Schriften aus dem Nachlass. Hg. und Vorwort von Brigitte Stephani. Kriterion Verlag, Bukarest 1985
- Otto Czekelius: Antiguas sinagogas de España. In: Arquitectura. XII, Madrid, 1931

### Wissenschaftliche Studien und Mitteilungen
- Die historisch gewachsene Stadt. Anlage, Wehrbauten, Kirchen u. a. Gebäude, Häuser- und Einwohnerzahl. Aufzeichnungen aus dem Nachlaß Otto Czekelius. In: Volk und Kultur. 1983, Heft 2, 3, 4, 5, 6, 7, 8, 12 und 1984, Heft 2
- Alt-Hermannstadt. Zeitgenössische Beschreibungen, Veduten, Pläne. In: Neue Literatur. Jg. 32/1981, Heft 1
- Rund um den Kleinen Ring. Aufzeichnungen. In: Volk und Kultur. Jg. 32/1980, Heft 1
- Rund um den Großen Ring. (Eine Folge über Alt-Hermannstadt, 21 Aufsätze.) In: Neuer Weg. Jg. 28/8467 vom 4. August 1976, S. 6ff. bis einschl. Jg. 28/4898 vom 10. September 1976
- Über die alten Mauern breitet sich die Stadt. Wie wird Sibiu in fünfzig Jahren aussehen? In: Neuer Weg Kalender. 1972
- Gedanken und Vorschläge zur Neugestaltung des Großen Rings. Wohin gehört der Brunnen? In: Neuer Weg. Jg. 24/7244 vom 19. August 1972
- Hermannstadt im Jahre 2000. Bemerkungen und Betrachtungen zu einem Systematisierungsplan. In: Neuer Weg. Jg. 23/6851 vom 18. Mai 1971
- Freude am Bewahren. Zwanzig Jahre Denkmalpflege in Hermannstadt. 180 noch erhaltene Bau- und Kunstdenkmäler. Was bleibt zu tun? In: Hermannstädter Zeitung. Jg. 3/119 vom 10. April 1970
- Aus hundertjährigem Schlaf erweckt. Halbfiguren an der Gartenhalle des Alten Rathauses entdeckt. In: Hermannstädter Zeitung. Jg. 2/85 v. 15. August 1969
- Antiguas sinagogas de España. In: Arquitectura. XII, Madrid, 1931